# Hanna Lehti-Eklund
Hanna Maria Lehti-Eklund, född 18 oktober 1957 i Helsingfors, är en finländsk språkvetare.
Lehti-Eklund blev filosofie kandidat och filosofie doktor vid Helsingfors universitet 1981 respektive 1990. Hon utnämndes till professor i nordiska språk vid samma lärosäte 2005. Åren 2014–2017 tjänstgjorde hon som prefekt för Finska, finskugriska och nordiska institutionen.
År 2016 utnämndes hon till ledamot av Finska Vetenskapsakademien.